# Морозова-Курек Людмила Януарівна
Людмила Януарівна Морозова-Курек (1887, Веприн, Радомисльський повіт — 19 жовтня 1952, Андрушівка) — українська поетеса (більш відома під псевдонімом Людмила Волошка, інший псевдонім — Л. Козачка), сестра Вероніки Морозової (Гладкої, Морозівни).

## Біографія та творчість
Людмила Януарівна Морозова (Волошка — це псевдонім поетеси, хоча був й інший, менш відомий — Л. Козачка) народилася 1887 року в селі Веприні Радомишльського району на Житомирщині в родині волосного писаря. Згодом сім’я переїхала до Андрушівки Житомирської області де й минуло дитинство Людмили. Тут батько працював на цукроварні Терещенка. 
У 1890 році в Андрушівці народилася молодша сестра Людмили — Вероніка, яка теж стала поетесою, знаною під псевдонімом Вероніка Морозівна.
За спогадами сестри Вероніки, Людмила Морозова ще з раннього дитинства була хворобливою. Найбільше мучила її бронхіальна астма. Тому вона часто бувала на природі, любила читати. Дівчина мала дуже розвинене почуття гумору, тонке відчуття слова, складала гумористичні вірші, пробувала себе в поезії. Коли Людмилі було років 15-16 років, хвороба покинула її на довгий час.
В Андрушівці Людмила знайомиться з лікарем Костянтином Куреком і виходить за нього заміж. Молоде подружжя переїжджає до Житомира. Після шлюбу Людмила Януарівна вирішила не змінювати прізвища. Так вона стала Морозовою-Курек. У 1905 році у Костянтина та Людмили народилася дочка Тамара.
1905 рік – в Херсонському альманасі «Перша ластівка» були вперше надруковані одразу дев’ять віршів молодої поетки із Житомира. Свої поезії Людмила підписувала псевдонімами – Волошка, Л. Козачка.
Шлюб Людмили Януарівни виявився невдалим. Сім’я розпалася. Після розлучення Людмила Януарівна певний час мешкає в Києві у батька. Тут вона ближче знайомиться з Оленою Пчілкою, яка підтримувала молоду поетесу, давала їй цінні поради, друкувала її вірші у журналі «Рідний край». У 1908 році тут було опубліковано вірш Людмили Волошки «Шевченкові (від жінки-українки)», який схвально сприйняли читачі. Потім цю поезію передрукували в альманасі «Українська муза» (Київ, 1909 р.) і в збірці «Вінок Шевченкові» (Одеса, 1912 р.).
У 1910 році Людмила Януарівна знову повертається в Житомир, влаштовується на роботу в статистичний відділ Волинського губернського земства рахівником. Тут же, в статистичному бюро, працювала й сестра Людмили — Вероніка. 
Людмила Морозова-Курек і в Житомирі підтримувала тісний зв'язок з Оленою Пчілкою та Лесею Українкою.
Поетеса увійшла до складу Житомирської «Просвіти» і до самого її закриття (1917)  була її активною працівницею. Паралельно редагувала газету «Волинські народні вісті».
1917 рік – у Житомирі виходить перший і єдиний збірник Людмили Волошки «Пісні волі» (1917 рік, Житомир). 
З встановленням радянської влади Людмила Волошка залишає Житомир і переїжджає до містечка Погребищ Вінницької області. З тих пір поетеса не опублікувала жодного вірша. 
1930 рр. – працювала вихователькою дитячого будинку і вчителькою місцевої школи у селі Сахни Ружинського району. 
1941-1945 рр. – перебувала разом із сестрою Веронікою Гладкою (Морозівною) у Бердянську, де був сприятливий клімат для хворої Людмили Януарівни.
З 1946 року – дві сестри живуть в Андрушівці. Тут Вероніка Гладка працювала бухгалтером у райфінвідділі.
19 жовтня 1952 рік – Людмила Волошка померла і була похована в Андрушівці. 
Після смерті старшої сестри Вероніка Гладка залишилась зовсім одна. Поки були сили, працювала. Потім опинилася в Житомирському будинку для престарілих. Померла 10 жовтня 1966 року. Похована в Житомирі.